# Noord-Amerikaanse helmspecht
De Noord-Amerikaanse helmspecht (Dryocopus pileatus) is een vogel uit de familie van de spechten (Picidae). De wetenschappelijke naam van de soort werd in 1758 als Picus pileatus gepubliceerd door Carl Linnaeus in de tiende editie van Systema naturae.

## Verspreiding en leefgebied
Deze soort komt voor in de oostelijke en noordwestelijke Verenigde Staten en zuidelijk Canada.
Er worden twee ondersoorten onderscheiden:
- D. p. pileatus: de zuidoostelijke Verenigde Staten.
- D. p. abieticola: zuidelijk Canada, zuidelijk door de westelijke, noordelijk-centrale en noordoostelijke Verenigde Staten.